# Floridienne
Floridienne groep is een Belgische beursgenoteerde holding. De groep is ontstaan in 1898 bij het ontginnen van fosfaten in Florida, waarnaar de naam van de groep nog steeds verwijst. Op dit moment bestaat de groep uit drie divisies:
- Chemische divisie die vooral actief is in de non-ferrometalen. Het is onder andere een grote producent van cadmiumoxide.
- Voedsel divisie, zowel vers als diepgevroren voedsel.
- 'Life Sciences' divisie